# Henryk z Langenstein
Henryk z Langenstein (również Henryk z Hesji Starszy, a także Henryk z Heinbuch, Henryk Langenstein z Hesji) (ur. ok. 1325 w Hainbuch (Hembuche) w pobliżu Langenstein w Hesji, zm. 11 lutego 1397 w Wiedniu) – niemiecki teolog i matematyk.

## Życiorys
Studiował na uniwersytecie w Paryżu, gdzie został profesorem filozofii w 1363 oraz teologii
w 1375. Około 1367 został wyświęcony na kapłana.
W 1368, przy okazji pojawienia się komety, którą ówcześni astrolodzy, uznawali za
pewny znak przyszłych złych wydarzeń, napisał traktat zatytułowany Quæstio de mometa, w którym obalał
szeroko rozpowszechnione wtedy poglądy astrologiczne. Na wniosek uniwersytetu napisał jeszcze trzy inne traktaty
na ten sam temat, które ukończył w 1373. W 1378 został wicekanclerzem uniwersytetu paryskiego.
Kiedy wybuchła wielka schizma zachodnia w 1378 stanął po stronie Urbana VI przeciw
Klemensowi VII i napisał różne traktaty w obronie tego pierwszego. W 1379 napisał Epistola pacis,
w którym w formie dyskusji między zwolennikami Urbana i Klemensa, opowiedział się za zakończeniem schizmy
przez sobór powszechny lub przez kompromis. Był zwolennikiem episkopalizmu i koncyliaryzmu. W Epistola concilii pacis, napisanym w 1381 i opartym na podobnej pracy Epistola Concordiæ Konrada z Gelnhausen, jeszcze mocniej namawiał do konieczności zwołania soboru powszechnego i surowo krytykował nadużycia, które stały się dopuszczalne w Kościele.
Te dwa traktaty Henryka oraz Epistola Concordiæ Konrada z Gelnhausen, były podstawą dla wykładu wygłoszonego
przez kardynała Pietro Philargi, późniejszego Aleksandra V, w czasie pierwszej sesji
soboru w Pizie (26 marca 1409).
Gdy w 1382 dwór francuski zmusił profesorów Sorbony do uznania antypapieża Klemensa VII,
Henryk opuścił uniwersytet i spędził jakiś czas w klasztorze cystersów w opactwie Eberbach
niedaleko Wiesbaden. Napisał stamtąd list do biskupa Eckharda z Wormacji, który zatytułował De scismate. Inny list, który też tam napisał do tego samego biskupa przy okazji śmierci brata biskupa, ma nazwę
De contemptu mundi. Kolejny list z kondolencjami napisał około 1384.
Na zaproszenie księcia Austrii Albrechta III przybył na Uniwersytet Wiedeński w 1384
i pomagał w tworzeniu wydziału teologicznego. Tutaj spędził pozostałą część życia, prowadząc wykłady
z teologii dogmatycznej, egzegezy, prawa kanonicznego
i pisząc liczne traktaty. Był też rektorem. Odrzucił biskupstwo zaproponowane przez Urbana VI.
Jego dzieła teologiczne (jak komentarz do Genesis) ze względu na ilość informacji są traktowane jak encyklopedie.
Znane są również jego dzieła i poglądy o charakterze ekonomicznym, nawiązujące do ustaleń św. Tomasza z Akwinu.
Obecnie jest uważany za jednego z reformatorów Kościoła przed szesnastowieczną reformacją.

## Prace
Przypisuje mu się siedem prac z astronomii, osiemnaście traktatów historyczno-politycznych na temat schizmy,
siedemnaście polemik, piętnaście traktatów ascetycznych oraz dwanaście listów, kazań i pamfletów.
Wśród opublikowanych prac są:
- De conceptione – obrona dogmatu o niepokalanym poczęciu (Strasburg, 1500)
- Contra disceptationes et prædicationes contrarias fratrum Mendicantium – kolejna obrona niepokalanego poczęcia przeciw pewnym zakonom żebraczym (Mediolan, 1480; Bazylea, 1500; Strasburg, 1516)
- Speculum animæ lub zwierciadło duszy – traktat ascetyczny wydany przez Jakuba Wimpfelinga (Strasburg, 1507)
- Secreta Sacerdotum – traktuje o pewnych nadużyciach w odprawianiu mszy, wydany przez Michała Lochmayera (Heidelberg, 1489), często wznawiane, najbardziej znane w Polsce
- De contractibus emotionis et venditionis – ważna praca o polityczno-ekonomicznych perspektywach jego czasów, wydane wśród prac Jana Gersona (Kolonia, 1483), IV, 185-224.
- Summa de republica – praca o prawie świeckim
- Cathedra Petri – praca o polityce kościelnej.